# Colomby
Colomby – miejscowość i gmina we Francji, w regionie Normandia, w departamencie Manche.
Według danych na rok 1990 gminę zamieszkiwało 431 osób, a gęstość zaludnienia wynosiła 39 osób/km² (wśród 1815 gmin Dolnej Normandii Colomby plasuje się na 486. miejscu pod względem liczby ludności, natomiast pod względem powierzchni na miejscu 442.).